# Yucca carnerosana

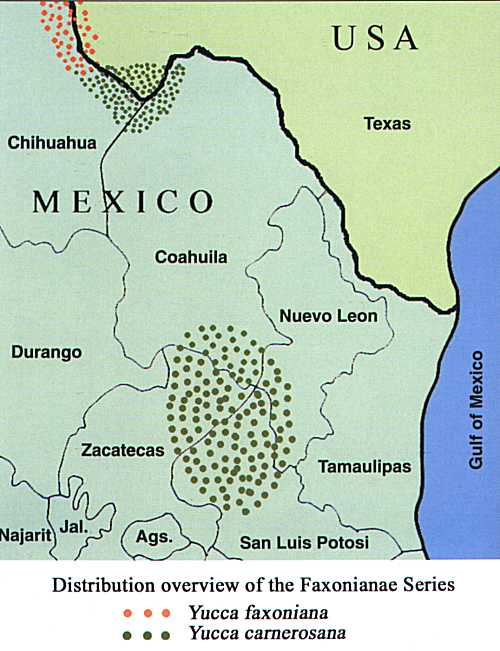
Verbreitungskarte der Arten der Serie Faxoniae

Yucca carnerosana ist eine Pflanzenart der Gattung der Palmlilien (Yucca) in der Familie der Spargelgewächse (Asparagaceae).

## Beschreibung
Die solitär wachsende Art ist stammbildend und erreicht eine Wuchshöhe von 2 bis 8 Metern. Die variablen steifen Laubblätter bilden an den Blatträndern Fasern.
Der aufrechte Blütenstand wird 1 bis 2 Meter hoch.
Yucca carnerosana hat Ähnlichkeiten mit Yucca torreyi, allerdings erscheinen die Rosetten weniger kompakt.

## Vorkommen
Yucca carnerosana ist in der Chihuahua-Wüste in Mexiko und in Bergregionen von Texas bis in Höhenlagen von 2200 Metern verbreitet. Diese Art wächst oft vergesellschaftet mit Yucca torreyi, Yucca rostrata und Yucca filifera.
Sie ist bei trockenem Stand frosthart bis minus 20 °C. In Belen und Albuquerque, New Mexico, sind alte Exemplare zu sehen. In Europa wachsen aus Samen gezogene Pflanzen sehr langsam. Vier Jahre alte Sämlinge erreichen gerade eine Wuchshöhe von 20 cm.

## Systematik
Die Erstbeschreibung durch den amerikanischen Botaniker William Trelease unter dem Namen Samulea carnerosana ist 1902 veröffentlicht worden. Die amerikanische Botanikerin Susan Adams McKelvey stellte die Art unter dem heute gültigen Artnamen Yucca carnerosana in die Gattung Yucca; ihre Beschreibung wurde 1938 veröffentlicht. Ein weiteres Synonym für die Art ist Yucca australis Trelease.
Die Art Yucca carnerosana wird innerhalb der Gattung Yucca in die Sektion Yucca und darin in die Serie Faxonianae gestellt.